# Chelodamus mexicanus
Espèce
Synonymes
- Ancalochernes mexicanus Beier, 1932

Chelodamus mexicanus est une espèce de pseudoscorpions de la famille des Chernetidae.

## Distribution
Cette espèce est endémique du Mexique.

## Publication originale
- Beier, 1932 : Pseudoscorpionidea II. Subord. C. Cheliferinea. Tierreich, vol. 58, p. 1-294.